# Tiroteig al Pentàgon del 2010
El 4 de març de 2010, un home armat, identificat com John Patrick Bedell, va disparar i va ferir dos agents de policia del Pentàgon en un control de seguretat en l'Estació del Pentàgon del Metro de Washington (sistema de trànsit ràpid) al comtat d'Arlington (Virgínia), als afores de Washington DC. Els agents van respondre al foc, impactant al cap del perpetrador. Aquest va morir unes hores més tard, l'endemà, 5 de març 2010.